# سكوت وينشستر
سكوت وينشستر (بالإنجليزية: Scott Winchester)‏ هو لاعب كرة قاعدة أمريكي، ولد في 20 أبريل 1973 في ميدلاند في الولايات المتحدة.

## وصلات خارجية
- سكوت وينشستر على موقعبيزبول رفرنس.كوم (الدوري الرئيسي) (الإنجليزية)
- سكوت وينشستر على موقعبيزبول رفرنس.كوم (الدوري الثانوي) (الإنجليزية)